# Синема Бизар
„Синема Бизар“ e немска рок група от Берлин. Съществува от 2005 г. Нейният дебютен албум, продуциран от Island Records, излиза през 2007 г. със заглавие Final Attraction.

## История
Strify, Ю и Киро се запознават на конференция на любителите на Манга през 2005 година. По-късно те се запознали с Шин и Луминор чрез интернет. Така и последните двама участници в групата били намерини. Техният първи сингъл Lovesongs (They Kill Me) излиза на 14 септември 2007 г.
Групата е финалист на немската евровизия за 2008 г. с песента Forever or Never („Завинаги или никога“), но не е избрана.

## Състав
- Strify – вокали
- Yu Phoenix – китара
- Kiro – бас китара
- Shin – барабани
- Luminor – синтезатор и вокали
- Romeo – синтезатор

### Luminor
Luminor бивш клавирист и беквокал.
Роден е на 22.03.1985 в Нойнкирх. Живее в Берлин. Висок е 184 cm. Той е бил игнориран и обиждан от другите в детството си. Татко му е бил войник, затова семейството му е обиколило почти цялата Германия и е живяло почти навсякъде в страната. Пуши. Много се кефи на Роми Шнайдер, Sissi, Марлене Дитрих, HIM.

### Shin
Shin е барабанист. Роден е на 12.12.1989 в Берлин. Висок е 175 cm. Точно като добър барабанист той не говори много по време на интервюта, но от бандата казват, че всъщност си говори много. Харесва Sponge Bob. Има черна котка на име Blacky. Единствено дете.

### Strify
Strify е вокалист. Роден е на 20.08.1988 във Villingen-Schwenningen. Живее в Берлин, висок е 1,78. Обича пеенето, мангата и филмите. Родителите му са разведени и той е отраснал при баща си. Има брат. Живее заедно с Yu и Kiro в Берлин.

## Дискография

### Албуми
Final Attraction (2007)
1. Lovesongs (They Kill Me)
2. How Does It Feel
3. Silent Scream
4. Get Off
5. Forever or Never
6. Escape to the Stars
7. After the Rain
8. She Waits For Me
9. I Don't Believe
10. The Way We Are
11. Dysfunctional Family
12. Heavensent
13. Angel in Disguise
14. The Silent Place

ToyZ (2009)
1. La Generique
2. Touching and Kissing
3. I came 2 party
4. Deeper and Deeper
5. Erase and Replace
6. My obsession
7. Je Ne Regrette Rien
8. Dark Star
9. ToyZ
10. In Your Cage
11. Heaven is Wrapped in Chains
12. Hypnotized by Jane
13. Blasphemy
14. I don't wanna know
15. Out of Love
16. Sad Day (for happiness)
17. Tears in Vegas
18. Le Generique Fin

Bang! (2009 USA)
1. La Generique
2. Touching and Kissing
3. I came 2 party
4. Deeper and Deeper
5. Erase and Replace
6. My obsession
7. Je Ne Regrette Rien
8. Dark Star
9. ToyZ
10. In Your Cage
11. Heaven is Wrapped in Chains
12. Hypnotized by Jane
13. Blasphemy
14. I don't wanna know
15. Out of Love
16. Sad Day (for happiness)
17. Tears in Vegas
18. Le Generique Fin
19. Modern Lover
20. American beauty
21. Bang a Gong
22. Are you crying

### Сингли
- Lovesongs (They Kill Me) 2007
- Escape to The Stars 2007
- Forever or Never 2008
- My Obsession 2009

### Клипове
- Lovesongs (They Kill Me)
- Escape to The Stars
- Forever or Never
- I Came 2 Party
- My Obsession

### Други песни
1. Other people
2. Spaceman
3. It's over
4. Crashing and Burning